# Prometheus (Goethe)
Prometheus (vznik asi 1784, tiskem 1785) je báseň německého básníka Johanna Wolfganga Goetha. Často je označovaná za hymnus. Princip chvalozpěvu je zde ale obrácen, protože postava mytického Promethea bohy nikterak nechválí, ale vzpurně i pohrdavě oslovuje Dia i ostatní bohy, ve kterých vidí nelítostné a parazitující postavy, závislé na obětech důvěřivých lidí. Sám se také staví bohům na roveň.
Báseň byla několikrát zhudebněna, například Johannem Friedrichem Reichardtem roku 1809, Franzem Schubertem roku 1819, Hugo Wolfem roku 1889 nebo F. M. Einheitem roku 1993.
Česky byla báseň vydána v překladu Otokara Fischera roku 1916, 1927, 1949, 1955, 1973 a 1979.

## Vznik a význam básně
Báseň, napsaná bez rýmů a volným rytmem, vznikla v letech 1772–1774 na základě stejnojmenné nedokončené divadelní hry a je velice významná pro hnutí Sturm und Drang, jehož představitelé chápali génia jako osobu, která žije zcela v souladu se sebou, je nad světem a přírodou, má téměř božské schopnosti a překonává tradiční autority. Poprvé byla vydána anonymně a bez Goethova vědomí roku 1785 Friedrichen Heinrichem Jacobim v jeho polemickém spise týkajícím se nizozemského filosofa Spinozy.
Samotný Goethe vydal hymnus až roku 1789 společně s básní Ganymed, která vznikla ve stejném období. Obě básně je třeba chápat  ve společných  souvislostech, protože vyjadřují dva aspekty člověka. Prometheus je vzpurný tvůrčí duch, který, Bohem odmítnutý, ho napadá a prosazuje se proti němu, zatímco Ganymed je chlapec zbožňovaný a svedený Bohem a je jeho věrným služebníkem.

## Obsah básně

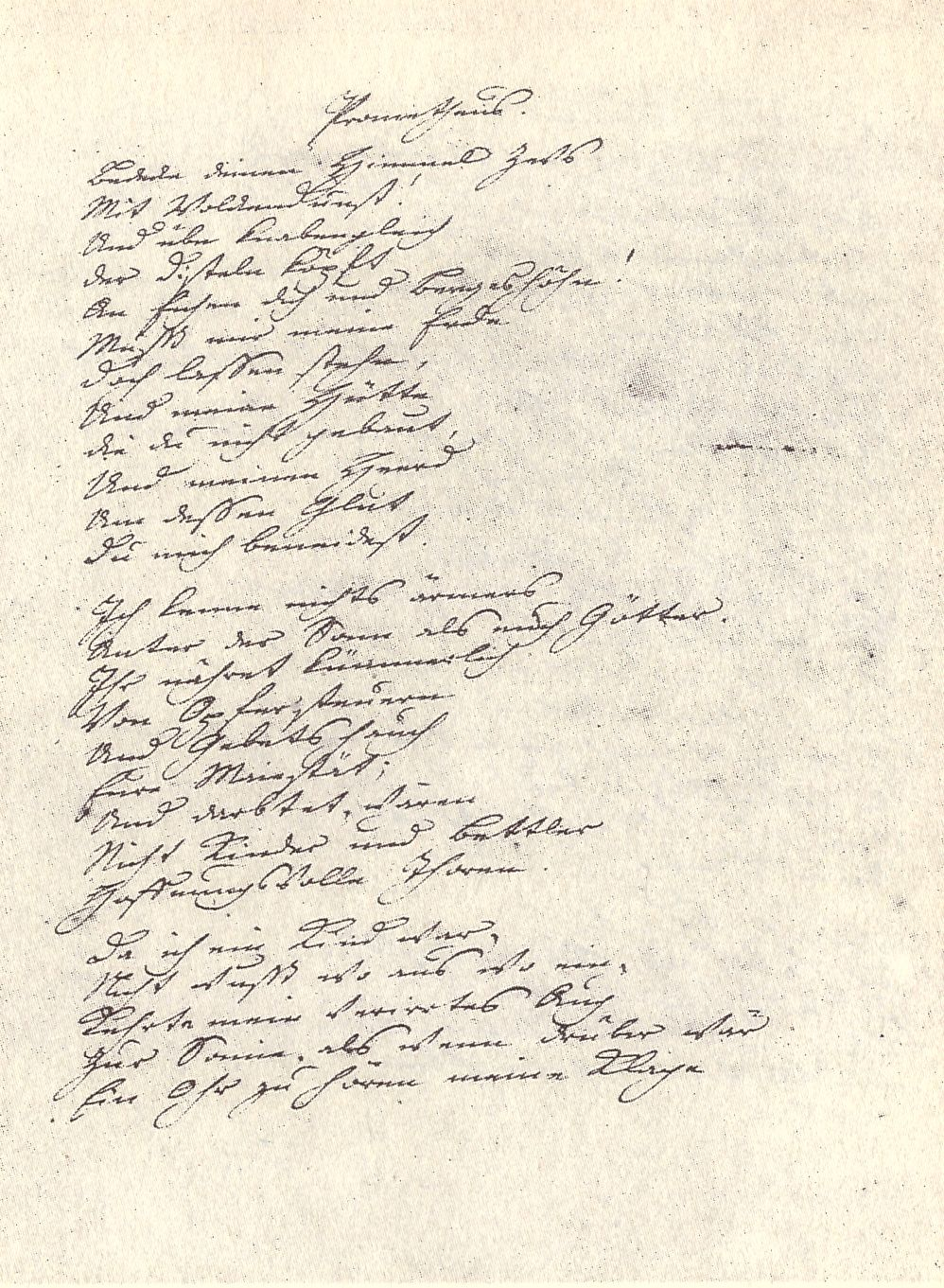
Goethův rukopis básně

Obsahem básně je Prometheův monolog, ve kterém v šesti slokách Prométheus promlouvá k Diovi, uráží ho a napadá také ostatní bohy.
Hned v první sloce zesměšňuje Diův hněv jeho připodobněním k chlapci, který stíná květ bodláčí.
Své nebe, Die, zahaluj
v kouř mraků, par,
a tak, jako stíná hoch
květ bodláčí,
do dubů třískej a v horstvech hřbet.
V následující druhé sloce oslovuje pohrdavě ostatní bohy slovy
Já pod sluncem neznám nic
chudšího, než jste vy, bozi!
a zdůrazňuje, že jejich stravou jsou oběti a modlitby lidí
a bláznovské důvěry nebýt
žebráků a dětí,
vy mřeli byste hladem. 
Ve třetí sloce Prometheus vzpomíná na dětství, kdy se obracel k nebi a k bohům, 
Když jsem byl dítě
a v světě dosud se neznal.
já těkavým bloudil zrakem
tam k slunci, jako by nad ním
bděl sluch, jenž slyší můj nářek,
či srdce jak mé,
jež mělo by s bědným slitování.
ale ve čtvrté konstatuje, že nikdy od bohů žádnou pomoc nezískal.
Kdo mne od smrti spasil.
od poroby, kdo?
Proto se v předposlední páté sloce Dia ptá:
Já tebe uctívat? Zač?
Zda jsi kdy nadnášel břímě
tomu, jejž tíží bol? 
Zda jsi kdy konejšil slzy
tomu, hrůzou jenž lká?
Zda mne v muže neukovaly
všemohoucí čas
a věčný osud – dvě pánů,
již vládnou mně jako tobě?
V závěrečné šesté sloce Prometheus zdůrazňuje, že na základě svého rozhodnutí nerespektovat bohy získal moc formovat lidi k obrazu svému.
Zde sedím, hnětu lidi
k obrazu svému,
tvořím rod, aby mně byl roven:
aby strádal a plakal,
měl rozkoš, měl slast –
a tebe, tebe by nedbal,
jak já!